# Thamnolaea
Thamnolaea és un gènere d'ocells de la família dels muscicàpids (Muscicapidae).

## Taxonomia
Segons la Classificació del Congrés Ornitològic Internacional (versió 12.1, 2022) aquest gènere està format per dues espècies, que anteriorment estaven classificades al gènere Myrmecocichla:
- Thamnolaea cinnamomeiventris - Còlit roquer.
- Thamnolaea coronata.